# Thomas Lefebvre
Pour l’article homonyme, voir Lefebvre.
Thomas-Henri Lefebvre, né le 23 mai 1927 et mort le 20 novembre 1992, est un homme politique fédéral du Québec.

## Biographie
Né à North Bay en Ontario, M. Lefebvre étudia à North Bay avant de se lancer en affaire dans le Témiscamingue. Il entame une carrière publique en servant d'échevin dans la municipalité de Témiscamingue de 1961 à 1965.
Élu député du Parti libéral du Canada dans la circonscription fédérale de Pontiac—Témiscamingue en 1965, il fut réélu dans Pontiac en 1968, 1972, 1974 et dans Pontiac—Gatineau—Labelle en 1979 et en 1980. Il démissionna peu avant les élections de 1984 pour accepter le poste de sénateur de De Lanaudière, poste offert par le premier ministre John Napier Turner. Il demeura en poste jusqu'à son décès en 1992.
Durant son passage à la Chambre des communes, il fut whip adjoint du Parti libéral et assistant du whip en chef du gouvernement de 1971 à 1972, whip en chef du gouvernement et du Parti libéral de 1972 à 1975 et whip en chef de l'Opposition officielle en 1979. Il travailla aussi comme secrétaire parlementaire du président du Conseil du Trésor de 1977 à 1979.